# César Ramos (piłkarz)
César Rafael Ramos Becerra (ur. 14 czerwca 2000 w San Nicolás de los Garza) – meksykański piłkarz występujący na pozycji bramkarza, od 2023 roku zawodnik Monterrey.